# Polyalthia myristica
Polyalthia myristica este o specie de plante din genul Polyalthia, familia Annonaceae, descrisă de Ian Mark Turner. Conform Catalogue of Life specia Polyalthia myristica nu are subspecii cunoscute.